# Cancricepon anagibbosus
Cancricepon anagibbosus är en kräftdjursart som beskrevs av M. Bourdon 1971. Cancricepon anagibbosus ingår i släktet Cancricepon och familjen Bopyridae. Inga underarter finns listade i Catalogue of Life.